# Casina di Pio IV

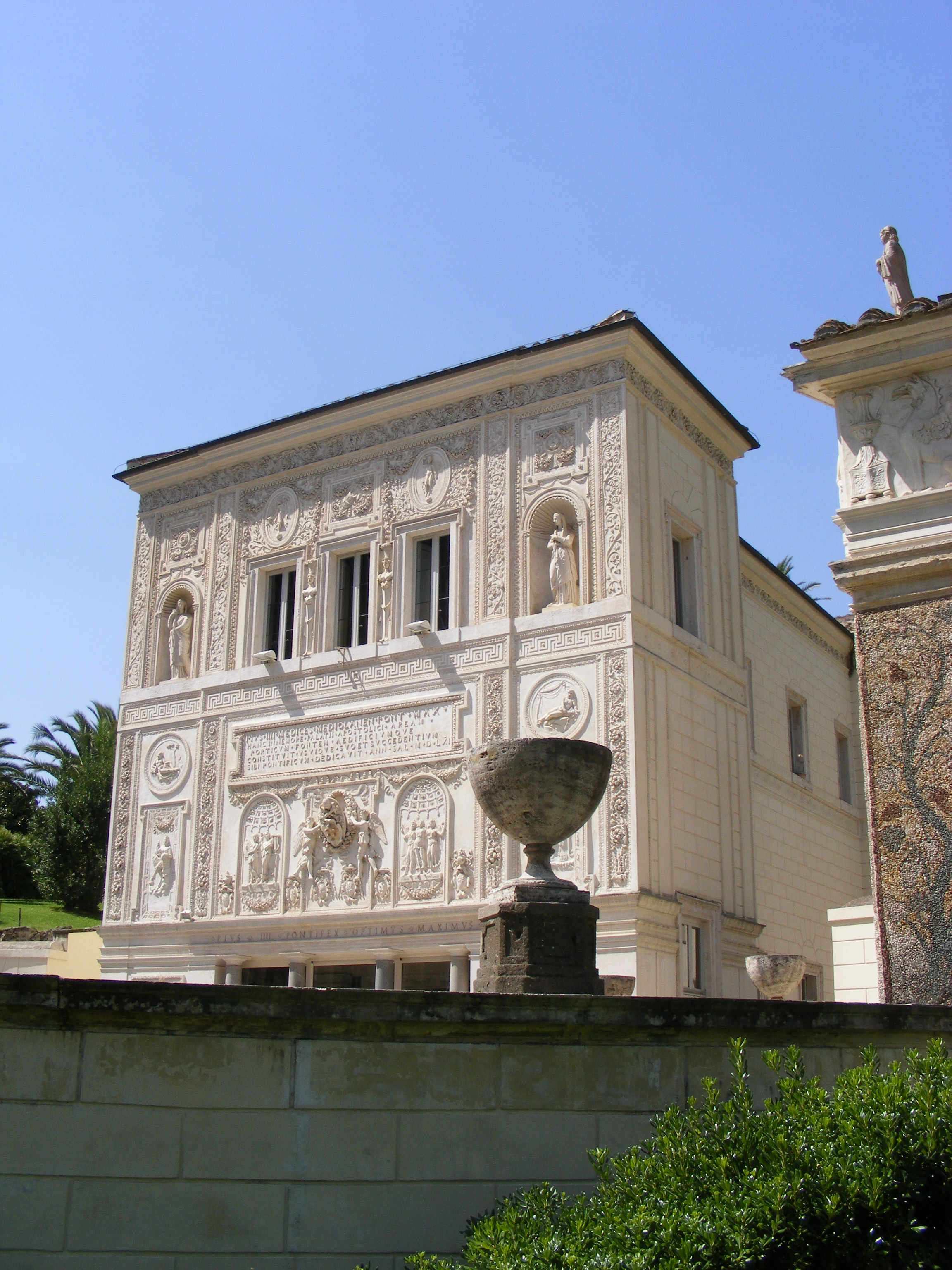
Maniëristisch front van de Casino di Pio IV

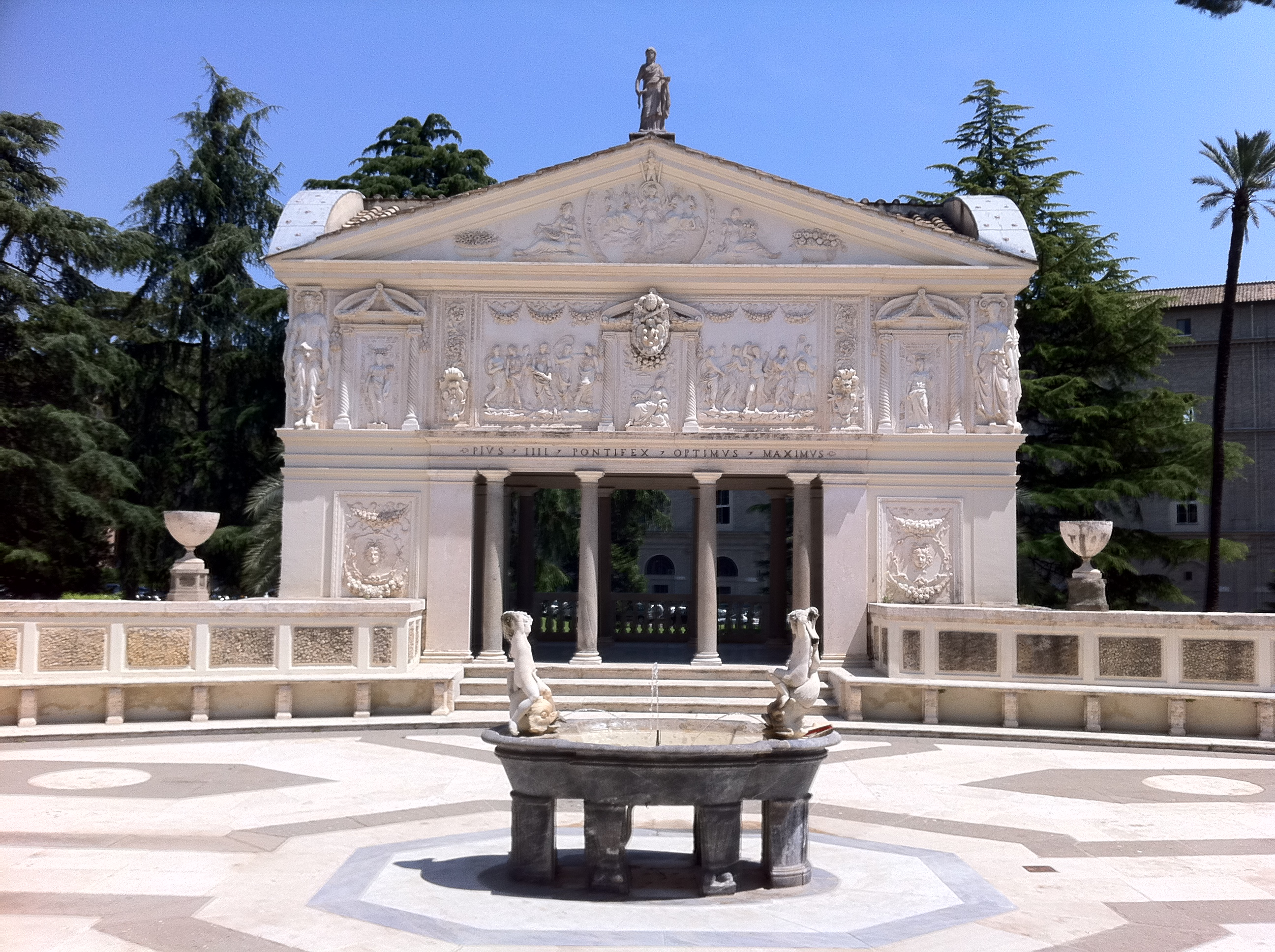

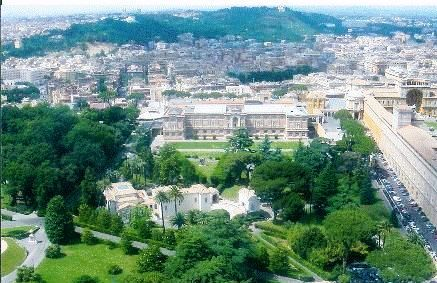
Casino di Pio IV (op de voorgrond)

Casina di Pio IV, ook bekend als Casino Pio IV en Villa Pia, is een monumentale villa in Vaticaanstad die is gelegen in de Vaticaanse tuinen. Het oorspronkelijke ontwerp is van Pirro Ligorio en de bouwstijl is kenmerkend voor het maniërisme (late renaissance).

## De villa
Opdrachtgever tot ontwerp en bouw was paus Paulus IV. De architect die het ontwerp heeft gemaakt was Pirro Ligorio, architect en oudheidkundige, die in pauselijke dienst was als toezichthouder op de antieke Romeinse bouwwerken. Het oorspronkelijke ontwerp heette Casina del Boschetto. Met de bouw werd begonnen in 1558. De eerste keren dat Casina Pio IV genoemd wordt in bewaard gebleven documenten is in twee notities van 30 april en 6 mei 1558, waarin vermeld wordt dat "de paus twee derde van zijn tijd doorbracht in de Cortile del Belvedere, alwaar hij begonnen was waterwerken te laten bouwen in de bossen."
Na de dood (18 augustus 1559) van paus Paulus IV, ging zijn opvolger paus Pius IV door met het nog niet voltooide (en vervolgens door hem verbeterde) bouwproject. De iconografische vormgeving van Casina Pio IV werd waarschijnlijk mede geïnspireerd door kardinaal Carolus Borromeüs, de neef van Pius IV, die de Casina bestemde voor de door hem op te richten Academie Noctes Vaticanae (Vaticaanse nachten). De oprichtingsdatum van deze geregelde bijeenkomsten van geleerden was 20 april 1562.
Paus Pius XI, de stichter van de Pauselijke Academie voor de Wetenschappen, bestemde in 1936 de Casina als hoofdvestiging van deze Academie.
De villa biedt onderdak aan de Pauselijke Academie voor de Wetenschappen, de Pauselijke Academie voor Sociale Wetenschappen en de Pauselijke Academie van Sint Thomas van Aquino.